# Hesperaloe campanulata
Hesperaloe campanulata (englischer Trivialname „Bell Flower Hesperaloe“) ist eine Pflanzenart der Gattung Hesperaloe in der Familie der Agavengewächse.

## Beschreibung
Hesperaloe campanulata ist stammlos und formt Klumpen von 60 bis 120 cm Durchmesser. Die aufrechten, steifen, rinnenförmigen, linealischen, grünen Laubblätter sind 60 bis 110 cm lang. Die feinen, variablen weißen Randfasern sind 5 bis 10 cm lang.
Der an der oberen Hälfte verzweigte, rispenförmige Blütenstand erreicht eine Höhe von 3 m. Er ist selten an der unteren Hälfte verzweigt. Die Blüten erscheinen in der oberen Hälfte. Die röhrenförmigen bis breitglockigen Blüten sind 20 bis 25 mm lang. Die Tepalen sind innen weiß und außen rosa mit breiten weißen Rändern. Die Blüten öffnen sich abends. Die Blütezeit beginnt Ende März und reicht bis in den Oktober hinein.
Die Früchte sind holzige, kugelförmige bis längliche Kapseln von 20 bis 30 mm Länge und Breite. Sie enthalten 6 bis 8 mm lange und 5 bis 6 mm breite schwarze Samen.

## Verbreitung und Systematik
Hesperaloe campanulata ist in Mexiko im Bundesstaat Nuevo León in begrenztem Gebiet in dichtem Buschland auf Kalksteinhügeln der Chihuahua-Wüste in 100 bis 600 m Höhe angesiedelt. Die Art wächst vergesellschaftet mit Yucca rostrata, Agave-Arten und verschiedene Kakteenarten.
Die gültige Beschreibung durch Gregory Dirk Starr unter dem Namen Hesperaloe campanulata ist 1997 veröffentlicht worden.
Hesperaloe campanulata ist in Mitteleuropa frosthart bis minus 10 °C. In Sammlungen ist sie selten vertreten. Sie ähnelt Hesperaloe funifera im Jugendstadium, ist aber durch die Blütenfarbe (weiß bis hellgrün) gut zu unterscheiden.

## Bilder

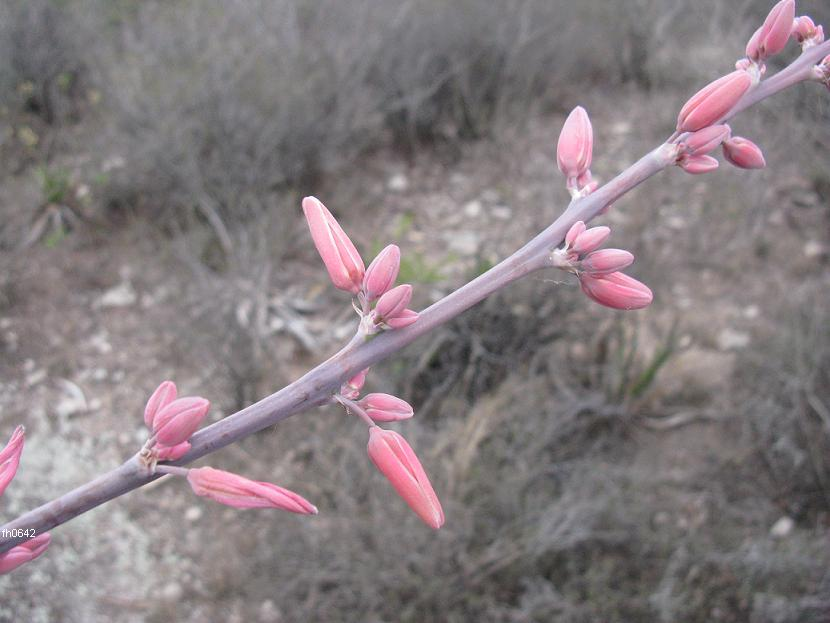
Mit geschlossenen Blüten in Nordmexiko
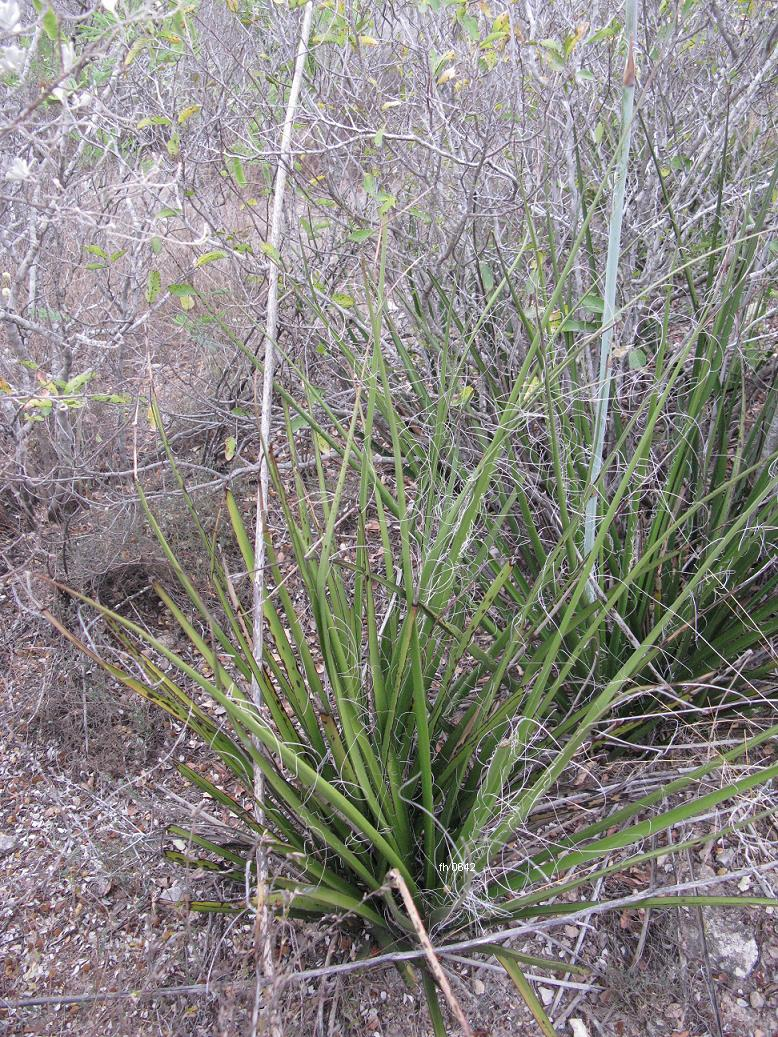
In dichtem Buschwerk